# Ty Smith
Ty Smith (Lloydminster, Alberta, 24 de marzo de 2000) apodado Smitty, es un jugador profesional canadiense de hockey sobre hielo que se desempeña en la posición de defensor izquierdo en Pittsburgh Penguins, equipo de la National Hockey League (NHL).

## Carrera
Fue seleccionado en la primera ronda en la NHL Entry Draft de 2018. En 2020 hizo su debut profesional con el equipo New Jersey Devils, en el cual jugó dos temporadas (2020-2022), después pasó a Pittsburgh Penguins, donde lleva jugando una temporada.